# Самана-Ки
Самана-Ки (англ. Samana Cay) — необитаемый в настоящее время Багамский остров.
Самана-Ки — маленький рифовый островок, длина с запада на восток около 15 км, с севера на юг всего 2-3 км, расположен в 35 км к северо-востоку от Аклинса. Название означает «маленькая лесная земля в середине».
На Самана-Ки в 1980-е гг были найдены статуэтки, черепки от глиняной посуды и другие артефакты, принадлежащие индейцам Лукайя, жившим здесь по крайней мере уже в XV веке. В первой половине XX века здесь ещё проживало постоянное население, руины построек до сих пор находятся в южной части острова, но в настоящее время он необитаем.
Остров известен тем, что по одной из версий, был первой землёй, где высадился Колумб. Известно, что остров местные жители называли Гуанахани. Долгое время этим островом считался Сан-Сальвадор, но в 1880-е гг Густав Фокс выдвинул теорию в пользу Самана-Ки. Это версия была малопопулярна в течение ста лет, пока в 1986 году журнал National Geographic не напечатал материалы об этом. Хотя данная версия критикуется, Самана-Ки наряду с Сан-Сальвадором и Гранд-Терком признаётся вероятным островом Гуанахани..